# Bahnstrecke Flensburg Weiche–Lindholm
| |                      |                                |                                |
| Streckennummer (DB): | 1001                 |                                |                                |
| Kursbuchstrecke (DB): | 134 (1981)           |                                |                                |
| Kursbuchstrecke: | 101n (1934)          |                                |                                |
| Streckenlänge: | 36,2 km              |                                |                                |
| Spurweite: | 1435 mm (Normalspur) |                                |                                |
| |                      |                                |                                |
| \| \| \| von Flensburg \| \| \| \| \| von Fredericia \| \| \| \| 0,0 \| Flensburg Weiche (Pv bis 2014) \| Flensburg Weiche (Pv bis 2014) \| \| \| \| nach Neumünster \| \| \| \| \| nach Husum \| \| \| \| 5,7 \| Handewitt \| Handewitt \| \| \| 7,7 \| Unaften \| Unaften \| \| \| 11,4 \| Wallsbüll \| Wallsbüll \| \| \| 15,5 \| Schafflund \| Schafflund \| \| \| 22,1 \| Sprakebüll \| Sprakebüll \| \| \| 25,4 \| Achtrup \| Achtrup \| \| \| 28,8 \| Leck \| Leck \| \| \| \| von Husum \| \| \| \| 36,2 \| Lindholm \| Lindholm \| \| \| \| nach Niebüll \| \| |                      |                                |                                |
| Strecke |                      | von Flensburg                  | von Flensburg                  |
| Abzweig geradeaus und von rechts |                      | von Fredericia                 | von Fredericia                 |
| Dienststation / Betriebs- oder Güterbahnhof | 0,0                  | Flensburg Weiche (Pv bis 2014) | Flensburg Weiche (Pv bis 2014) |
| Abzweig ehemals geradeaus und nach links |                      | nach Neumünster                | nach Neumünster                |
| Abzweig geradeaus und nach links (Strecke außer Betrieb) |                      | nach Husum                     | nach Husum                     |
| Haltepunkt / Haltestelle (Strecke außer Betrieb) | 5,7                  | Handewitt                      | Handewitt                      |
| Haltepunkt / Haltestelle (Strecke außer Betrieb) | 7,7                  | Unaften                        | Unaften                        |
| Bahnhof (Strecke außer Betrieb) | 11,4                 | Wallsbüll                      | Wallsbüll                      |
| Haltepunkt / Haltestelle (Strecke außer Betrieb) | 15,5                 | Schafflund                     | Schafflund                     |
| Bahnhof (Strecke außer Betrieb) | 22,1                 | Sprakebüll                     | Sprakebüll                     |
| Haltepunkt / Haltestelle (Strecke außer Betrieb) | 25,4                 | Achtrup                        | Achtrup                        |
| Bahnhof (Strecke außer Betrieb) | 28,8                 | Leck                           | Leck                           |
| Abzweig ehemals geradeaus und von links |                      | von Husum                      | von Husum                      |
| Dienststation / Betriebs- oder Güterbahnhof | 36,2                 | Lindholm                       | Lindholm                       |
| Strecke |                      | nach Niebüll                   | nach Niebüll                   |

Die Bahnstrecke Flensburg Weiche–Lindholm ist eine eingleisige, stillgelegte Nebenbahn im Norden von Schleswig-Holstein. Sie verläuft parallel zur Grenze nach Dänemark und verbindet die Stadt Flensburg an der Ostseeküste mit dem Ort Lindholm an der Marschbahn in der Nähe der Nordseeküste.

## Geschichte
1887 wurde im Westen Schleswig-Holsteins die Marschbahn fertiggestellt. Nördlich von Flensburg gab es die Ost-West-Strecke Tondern–Tingleff, südlich die Bahnstrecke Jübek–Husum. Eine direkte Verbindung von Flensburg Richtung Westen, die auch die zahlreichen Ortschaften bediente, wurde daraufhin in den 1880er Jahren geplant. Die Strecke wurde am 1. Oktober 1889 von den Preußischen Staatseisenbahnen eingeweiht. Sie diente vorrangig der An- und Abfuhr landwirtschaftlicher Güter. Bis 1948 wurde aus Schafflund Raseneisenstein abgefahren. Neben dem Personenverkehr diente die Strecke auch der Überführung von Lokomotiven des Flensburger Bahnbetriebswerkes auf die Marschbahn. Der Haltepunkt Unaften wurde erst 1905 eingerichtet. Von 1928 bis 1940 verkehrten Dampflokomotiven der Baureihe 64, ab 1943 der Baureihe 50. Ab ca. 1950 wurden die Personenzüge von V 36 gezogen, ehe Ende 1961 der Personenverkehr von Schienenbussen der Baureihe VT 98 übernommen wurde. Ab Sommer 1963 wurden Diesellokomotiven der Baureihen V 100 und V 60 eingesetzt.
1969 wurde die Streckenhöchstgeschwindigkeit auf 80 km/h angehoben. Hochwertigste Leistung im Personenverkehr war bis zu dessen Einstellung 1980 das im Hochsommer verkehrende Eilzugpaar Sylter Welle. Dieser gewöhnlich mit einer Diesellokomotive der Baureihe 218 bespannte Zug hatte den Laufweg Kiel–Westerland (Sylt). Planmäßige Zwischenhalte auf der Strecke waren Flensburg Weiche und Leck. Darüber hinaus verkehrten in den 1970er Jahren etwa fünf Personenzugpaare in der Relation Flensburg–Niebüll, die mit einer Ausnahme mit Schienenbussen der Baureihe 798 (ehemals VT 98) gefahren wurden. An Sonn- und Feiertagen waren sie bereits seit den späten 1950er Jahren durch Busse ersetzt worden. Auch an Werktagen gab es Busparallelverkehr.

## Einstellung
Der planmäßige Personenverkehr wurde am 31. Mai 1981 eingestellt. Die Niebüller Nordfriesische Verkehrsbetriebe AG (NVAG) bot mehrfach an, die Strecke weiter zu betreiben, wenn die Personenzüge bis zum ehemaligen Bahnhof in Flensburg im Stadtzentrum verkehren dürften. Es gab nach der Stilllegung vereinzelt Güter- und Museumsverkehr. Auf dem Abschnitt Leck–Sprakebüll war ab 1984 das Fahren nur mit Ausnahmegenehmigung erlaubt. Die Gesamtstrecke musste für eine Streckenhöchstgeschwindigkeit vorgehalten werden. Zum 27. Mai 1990 wurde die Strecke dauerhaft gesperrt, mit Ausnahmegenehmigung konnten weiterhin Züge, etwa touristische Züge der Angeln-Bahn und der NVAG, verkehren. Der Güterverkehr auf dem westlichen Teil bis Wallsbüll wurde am 31. Dezember 1990, auf dem östlichen Restabschnitt am 6. Juli 1999 eingestellt. Zwischen Leck und Unaften wurde nach der Stilllegung ein Freizeitbetrieb mit Draisinen eröffnet.
Aus strategischen Gründen im Rahmen des NATO-Konzepts blieb die Strecke zunächst erhalten. Heute sind diese Beweggründe entfallen; die Strecke wurde ab 2010 an mehreren Straßenübergängen unterbrochen. Ebenso ist in Flensburg-Weiche eine Unterwerfung, welche eine direkte Einfahrt aus Richtung Lindholm und früher auch aus Husum unter den Güter- bzw. Skandinaviengleisen hindurch in den Bahnhof Weiche und weiter zum Bahnhof Flensburg und sogar auf einem unabhängigen Fahrweg in die Flensburger Hafenbahn ermöglichte, außer Betrieb genommen worden und verfüllt, sodass ein Einfädeln aus Richtung Lindholm in Richtung Flensburg zuletzt nur noch mit einer doppelten Sägefahrt möglich war. Eine Wiederinbetriebnahme wurde mehrfach erwogen, aber nie in die Tat umgesetzt. Im Nahverkehrsplan des Landes Schleswig-Holstein ist die Strecke als Option für eine spätere Reaktivierung vorgesehen. Sie könnte zur Entlastung der Marschbahn beitragen, da die Nutzung der elektrifizierten Route Neumünster–Flensburg attraktive Fahrzeiten im Verkehr nach Sylt ermöglichen würde.
Der Schienenersatzverkehr wird per Schnellbus über die weitgehend parallele B 199 durchgeführt. Der Bus bedient jedoch die Ortschaften, eine Fahrt dauert somit länger als bis 1981 mit der Bahn und ist nun nicht mehr im DB-Tarif buchbar. Daher nehmen Bahnreisende den Umweg über die Strecke nach Husum.

## Zukunftsaussichten
Im landesweiten Nahverkehrsplan von Schleswig-Holstein wurde eine Wiederinbetriebnahme für den Zeitraum von 2013 bis 2017 als „perspektivische Maßnahme“ aufgezählt. Es gibt zudem einen ernsthaften Interessenten für den Betrieb: die Norddeutsche Eisenbahngesellschaft Niebüll GmbH (NEG).

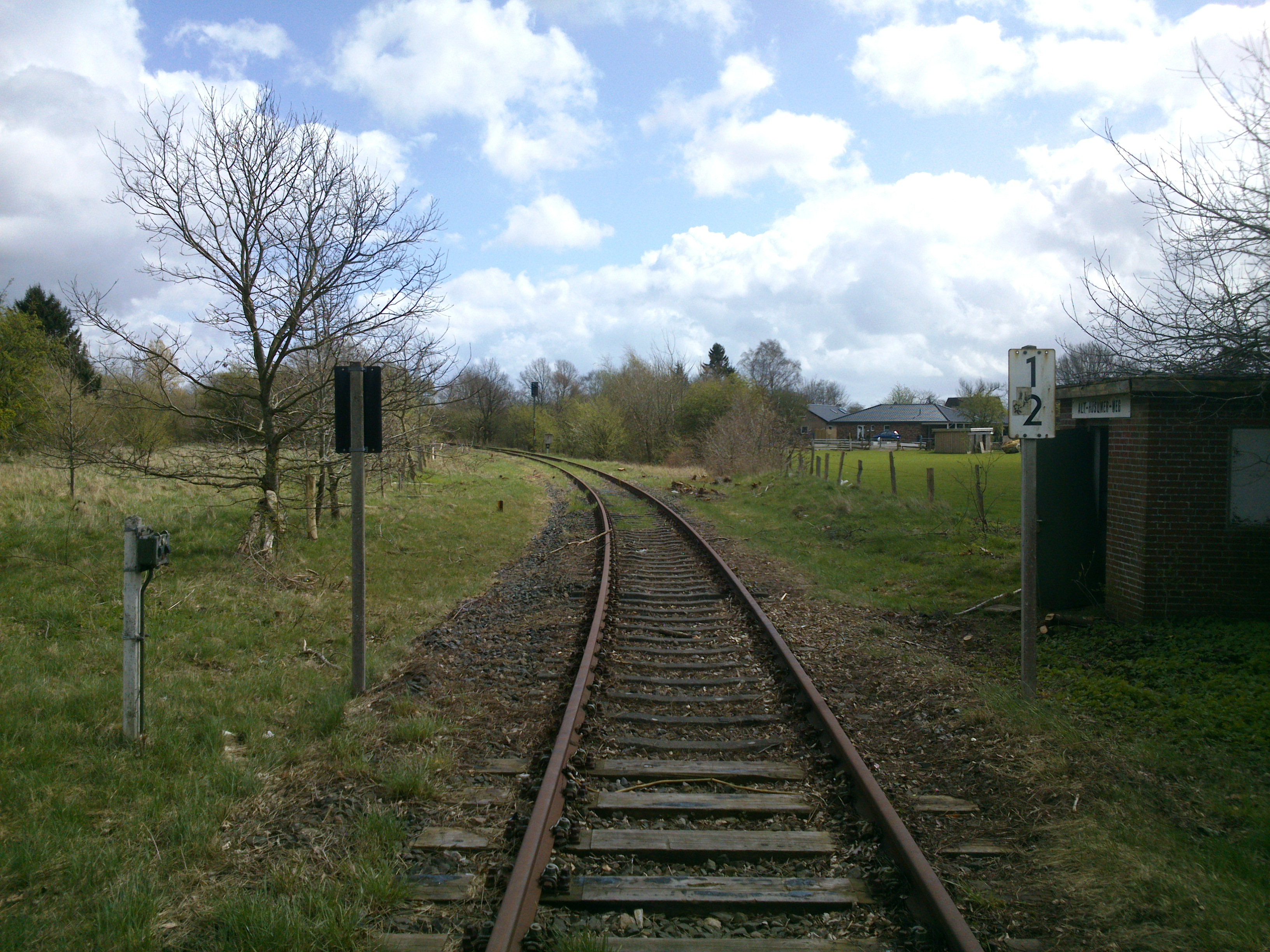
Streckenabschnitt in Weiche (2014)
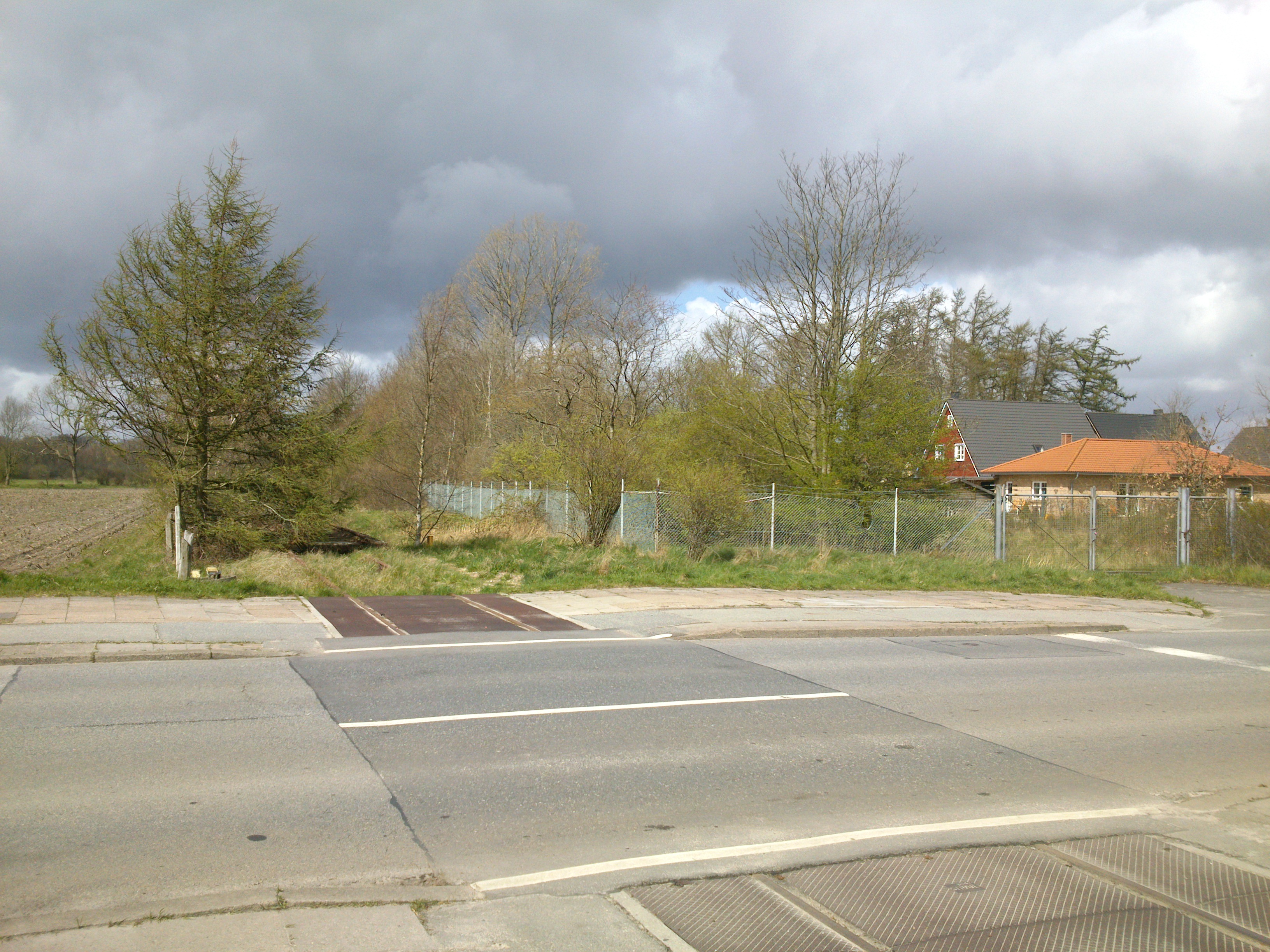
Bahnübergang an der ehemaligen Briesen-Kaserne (2014)
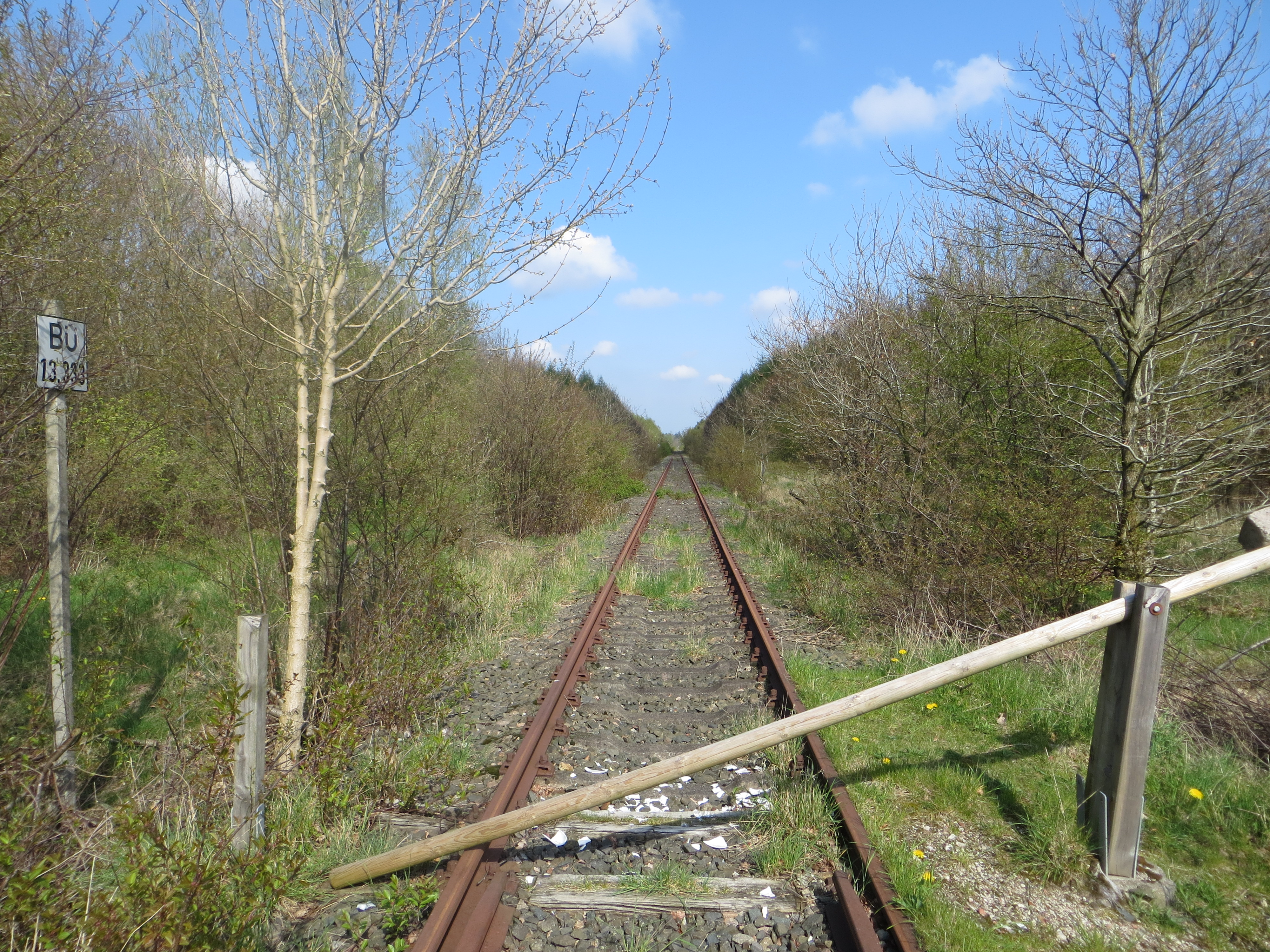
Bahnübergang im Wallsbüller Forst (2014)
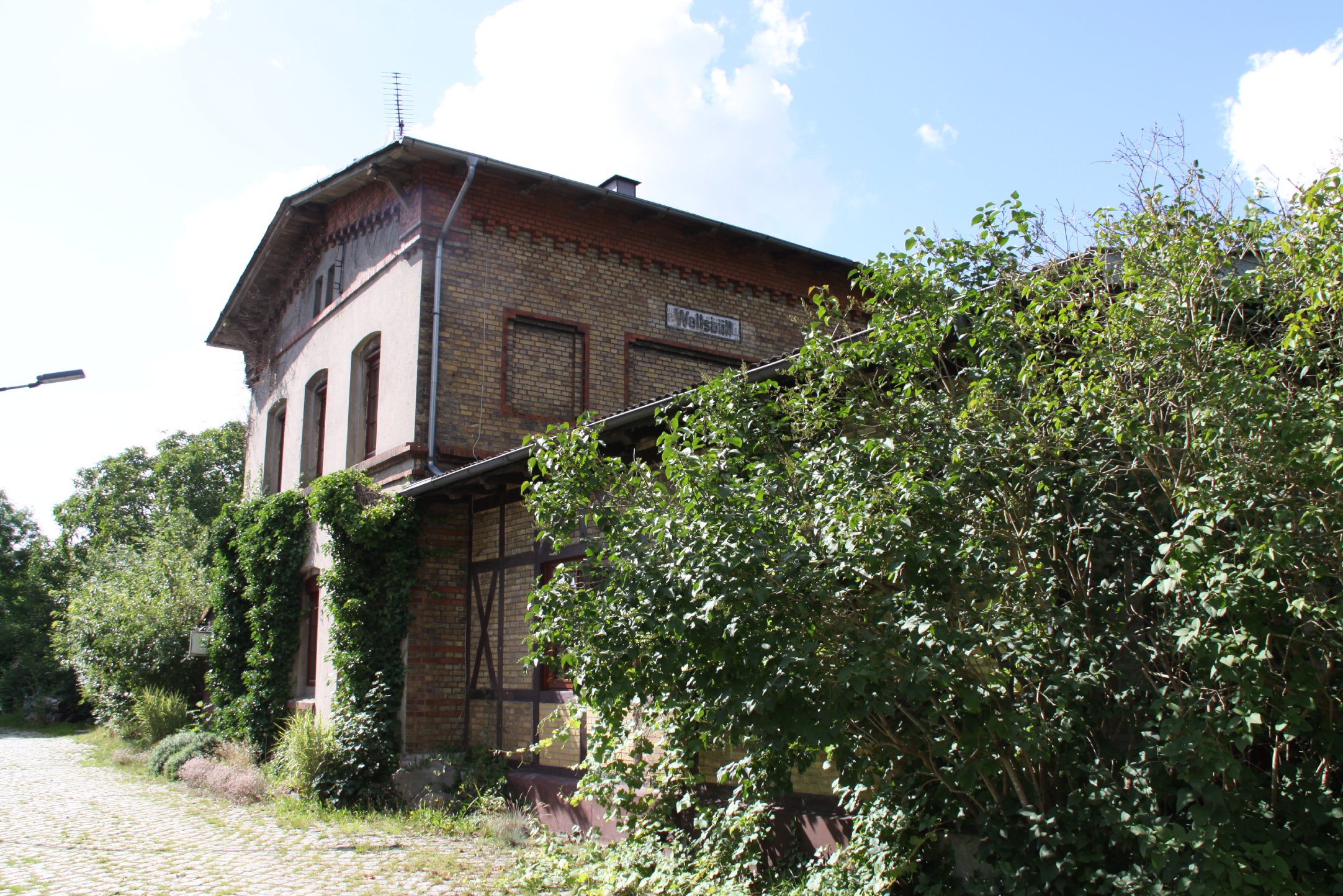
Bahnhof Wallsbüll (2017)